# Список умерших в 1071 году

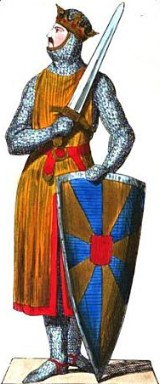
Арнульф III Фландрский

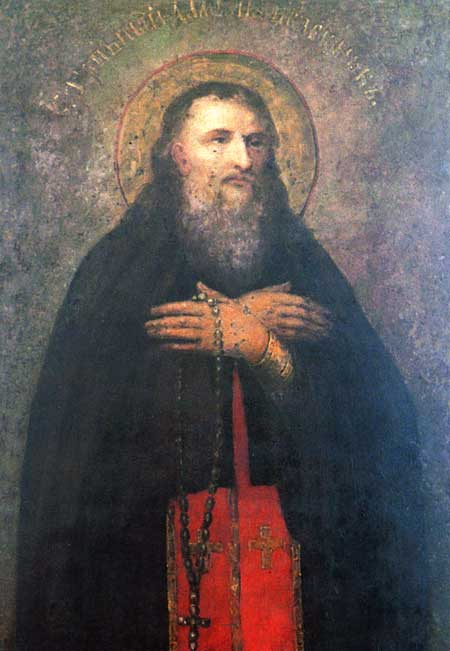
Дамиан Целебник

В этой статье представлен список известных людей, умерших в 1071 году.
См. также: Категория:Умершие в 1071 году

## Январь
- 18 января — Нуньо II Мендес — граф Португалии с 1050 года. Погиб в битве при Педрозу.
- 26 января — Адельгейда Эйленбургская[англ.] — маркграфиня-консорт Австрии с 1060 года, жена маркграфа Эрнста

## Февраль
- 4 февраля — Ибн Абд аль-Барр — исламский богослов, генеалог.
- 22 февраля:
  - Арнульф III Неудачливый — граф Фландрии и граф Эно (как Арнульф I) (1070—1071). Погиб в битве при Касселе
  - Вильям Фиц-Осберн — первый граф Херефорд (1067—1071). Погиб в битве при Касселе

## Апрель
- 14 апреля — Ибн Зейдун — крупнейший поэт Андалусии
- 17 апреля — Мануил Комнин — куропалат, старший брат византийского императора Алексея I Комнина.

## Май
- 24 мая — Вульфхильда Норвежская — герцогиня-консорт Саксонии с 1059 года, жена герцога Ордульфа.

## Сентябрь
- 5 сентября — Аль-Хатиб аль-Багдади (69) — мусульманский учёный-историк, хафиз.

## Октябрь
- 5 октября — Дамиан Целебник — инок Киево-Печерского монастыря, пресвитер, святой Русской церкви
- 16 октября — Альмодис де ла Марш — сеньора-консорт де Луизиньян (1038—1039; жена Гуго V де Лузиньян), графиня-консорт Тулузская (1040—1053; жена графа Понса), графиня-консорт Барселоны (1053—1071; жена графа Рамона Беренгера I); убита

## Дата неизвестна или требует уточнения
- Аль-Хатиб аль-Багдади — арабский историк
- Бернар — виконт Нарбонна (с ок. 1066).
- Гильом Мале — один из ближайших компаньонов Вильгельма I Завоевателя.
- Гвидо да Велате[англ.] — архиепископ миланский (1045—1069)
- Дюранд де Бредон[англ.] — епископ Тулузы (с 1059).
- Зейнаб ан-Нафзавия — жена владетеля Агмата.
- Изабелла Урхельская — королева-консорт Арагона (1065—1071; жена короля Санчо I Рамиреса), графиня Сердани, Конфлана и Берги (1071; жена Гульельмо I)
- Контарини, Доменико I — венецианский дож (1043—1071)
- Моркар — эрл Нортумбрии (1065—1066)
- Пьер Бернар де Фуа — граф Кузерана (1034/1038—1071),  граф де Фуа? (1064—1071)
- Эдвин — последний эрл Мерсии, (1062—1071), активный участник обороны Англии от норвежского вторжения 1066 года.
- Элеонора Нормандская — герцогиня-консорт Фландрии (1030—1035), жена герцога Бодуэна IV Бородатого